# Marius Babias
Marius Babias (* 1962 in Suceava) ist ein deutscher Kunstkritiker, Autor und Kurator. Seit 2008 leitet er den Neuen Berliner Kunstverein (NBK).

## Leben
Marius Babias studierte Literaturwissenschaft und Politologie an der FU Berlin. Zusammen mit Achim Könneke leitete er 1997 das Projekt weitergehen der Kulturbehörde Hamburg, mit dem ein neuer Zugang zur Kunst im öffentlichen Raum versucht wurde.
Ab 1997 war er Gastprofessor für Kunsttheorie bzw. Kunstvermittlung an der Frankfurter Städelschule, an der Kunstuniversität Linz und in Kitakyūshū. Er war Kulturredakteur bei der Berliner Stadtillustrierten Zitty, seine Kunstkritiken erschienen auch im Kunstforum international. 1996 wurde er mit dem Carl-Einstein-Preis für Kunstkritik ausgezeichnet.
Von 2001 bis zum vorfristigen Ende 2003 verantwortete Babias als Leiter Kommunikation zusammen mit Florian Waldvogel, dem künstlerischen Leiter, das Ausstellungsprojekt Zeitgenössische Kunst und Kritik in der Kokerei Zollverein in Essen. Auf der Biennale di Venezia 2005 kuratierte Babias den rumänischen Pavillon, wo er den Künstler Daniel Knorr mit der Installation European Influenza auswählte. Seit 2008 leitet er den Neuen Berliner Kunstverein. Babias hat zahlreiche Publikationen und Ausstellungskataloge verfasst und herausgeben. Er lebt in Berlin.